# Ravnebjerg Skov (Svendborg Kommune)
Ravnebjerg Skov er en privat skov, der ligger på Sydfyn nord for Svendborg.
Skoven hænger sammen ved flere andre skove som Slæbæk Skov, og er i dag gennemskåret af Svendborgmotorvejen primærrute 9 der går mellem Odense og Svendborg.
I skoven findes en en stor bestand del af hasselmus, der lever der.
Der er i dag to dyrepassager mellem Ravnebjerg Skov og Hedeskov, de to passager er en faunapassage der er bygget over Svendborgmotorvejen og over Odensevej sekundærrute 167, så den sky hasselmus kan komme over motorvejen.